# François-René de Chateaubriand
François-René de Chateaubriand (Saint-Malo, 4. rujna 1768. – Pariz, 4. srpnja 1848.), francuski pisac i diplomat.
Kao mladić bio je na dvoru Louisa XVI., a tijekom revolucije otputovao je u Ameriku, tražeći mir u krajevima netaknutim "civilizacijom". Vrativši se nakon osam mjeseci, pridružio se vojsci rojalista, te je ranjen kod Thionvillea i odlazi u London. Napoleon mu je dopustio povratak u zemlju i povjerio mu nekoliko diplomatskih dužnosti. Braneći pretenzije Bourbona na francusko prijestolje, objavio je pamflet "O Bonaparteu i Bourbonima" na dan ulaska saveznika u Pariz (31. ožujka 1814.). Nakon restauracije aktivirao se u političkom životu, a povukao se iz politike nakon srpanjske revolucije. U svojoj melankoliji i samoći tražio je utočište u kršćanstvu, slavio jednostavnost ljudi koji žive u prirodi i u djelu "Duh kršćanstva" dao očit izraz osjećanju romantičke boli.

## Djela
- "Mučenici"
- "Put iz Pariza u Jeruzalem"
- "Memoari s onu stranu groba"
- "René"